# Leopold Mocart
Johan Georg Leopold Mocart (1719 — 1787) bio je kompozitor, dirigent i violinista. Bio je otac Volfganga Amadeusa Mocarta.
Godine 1743, postavljen je za violinistu dvorskog orkestra u Salcburgu, a 1763. godine je napredovao do pozicije podkapelmajstora.
Rodjen je u Augsburgu kao sin Johana Georga Mozarta i njegove druge žene Ane Marie Sulcer.
U 1740 započeo je svoju karijeru kao profesionalni muzičar, iako su roditelji želeli da postane sveštenik.